# Sawfish
Sawfish — менеджер окон для X Window System, разработанный Джоном Харпером (John Harper). Ранее был известен как Sawmill, но название было изменено в связи с существованием другого программного продукта с таким же именем. Менеджер отличается от других наличием встроенного языка программирования rep из подмножества LISP, который делает его чрезвычайно расширяемым.
Целью разработчиков являлось создание подобия Emacs, но для работы в X Window System, то есть создание как можно более настраиваемого и быстрого менеджера. Как и в Emacs, в Sawfish доступно выполнение команды по Hyper-X, связывание любой команды с любой клавишей и расширение функциональности оконного менеджера, что даёт широкие возможности по управлению окнами, в зависимости от их типа.
Sawfish являлся стандартным оконным менеджером в среде GNOME до версии 2.2. После ухода Джона Харпера в Apple поддерживать Sawfish стало некому и на смену ему пришёл Metacity.
В июне 2007 года Джон Харпер передал разработку Sawfish в руки сообществу разработчиков с целью возобновления процесса обновления программы и выпуска новых версий.